# Симонич, Иван Осипович
Граф Иван Осипович Симонич (1794, Себенико, Далмация — 1851, Варшава) — российский военный и дипломат.

## Биография
После присоединения Далмации к Франции по Шенбруннскому договору (1809), вступил в ряды наполеоновских войск и в 1812 году в чине капитана корсиканского батальона участвовал в походе на Россию. В сражении под Красным был взят в плен и отправлен на жительство в Казань.
Парижский мирный договор (1814) дал возможность вернуться на родину, но в это время Далмация вошла в состав Австрии, и поэтому, не желая служить австрийскому двору, попросился на российскую службу.
С 1816 года — капитан Кременчугского пехотного полка, в 1818 году был произведён в майоры и переведён в один из егерских полков на Кавказе. С 1822 года — командир батальона Грузинского гренадерского полка, с 1825 году в чине подполковника — командир этого полка. Участвовал в походе против аджарцев (1822) и в ходе Русско-персидской войны 1826—1828 годов в Елизаветпольском сражении (1826), за которое был награждён орденом св. Георгия 4-й ст. Здесь был тяжело ранен в левую ногу. Участвовал со своим полком в персидской кампании 1827 года и в Русско-турецкой войне 1828—1829 годов.
В 1830 году был произведён в генерал-майоры.
В 1832 году был назначен полномочным министром в Персии. В 1838 году в качестве советника участвовал в сражении под Гератом, который осаждали персидские войска под личным командованием Мохаммед-шаха. В том же году был отозван из Персии.
Наместник Царства Польского И. Ф. Паскевич назначил Симонича комендантом Ивангородской крепости.
В 1843 году был произведён в генерал-лейтенанты.

## Память
Н. Н. Муравьёв-Карсский, хорошо знавший Симонича во время его кавказской службы, называет его человеком храбрым, доброй души, чадолюбивым отцом, но нераспорядительным и дурным полковым командиром, извлекавшим всеми способами выгоды из вверенной ему части (см.: Русский Архив, 1893, тт. 324, 325, 436; 1994, т. 53).

## Семья
От брака с Анной Атаровной Амилахвари (1800—1866) имел сыновей Константина и Николая и дочь Елену (замужем за князем П. П. Голицыным).

## Авторство
Автор воспоминаний, в которых освещаются тегеранские события 1829 года и гибель А. С. Грибоедова, а также записок о Персидской войне:
- Симонич И. О. Воспоминания полномочного министра. 1832—1838 гг. / Пер. с фр.; Институт народов Азии АН СССР. — М.: Наука, 1967. — 176 с. — 17 000 экз.
- Персидская война. Кампания 1826 года, из записок графа Симонича // Кавказский сборник. Т. 22, 1901.